# Tetraquark

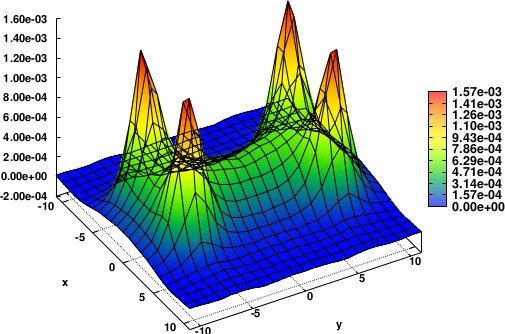
Tubos de flujo de color producidos por cuatro cargas estáticas de quarks y antiquarks, calculados mediante QCD reticular. El confinamiento en la cromodinámica cuántica conduce a la producción de tubos de flujo que conectan las cargas de color. Los tubos de flujo actúan como potenciales atractivos de tipo cuerda QCD.

En física de partículas, un tetraquark es un mesón compuesto de cuatro quarks. Durante varias décadas se trató de partículas hipotéticas, con detecciones posibles entre 2003 y 2022, finalmente en 2022 se aceptó que las detecciones en el LHC del CERN con certeza se correspondían con tetraquarks. En principio, un estado tetraquark puede darse en cromodinámica cuántica, la moderna teoría cuántica de la interacción fuerte, que explica tanto la estructura del núcleo como de los hadrones. Sólo en 2022 se consideró probada la existencia de estados de tetraquarks. Cualquier estado estable de un tetraquark es un ejemplo de hadrón exótico, que se encuentra fuera del modelo de quarks. En la actualidad se han detectado experimentalmente un buen número de tetraquarks y pentaquarks.

## Historia
- En 2003, una partícula llamada "X(3872)" por el experimento Belle en Japón, fue propuesta como candidata para ser un tetraquark.[4][5] El nombre "X" es un nombre provisional, lo que indica que todavía hay algunas preguntas a responder sobre sus propiedades. El número entre paréntesis es la masa de la partícula en MeV.
- En 2004, el estado "DsJ(2632)",visto en el experimento SELEX del Fermilab, fue sugerido como un posible candidato a tetraquark.
- En 2009, el Fermilab anunció que habían descubierto una partícula llamada "Y(4140)", que podría también ser un tetraquark.[6]
- Hay también referencias de que la partícula "Y(4660)", descubierta en el experimento Belle en 2007, podría ser un estado de tetraquark.[7]
- En el 2010, dos físicos del DESY y uno de la Universidad Quaid-I-Asam, reanalizaron los datos experimentales y anunciaron que, en conexión con el mesón upsilon, existía una resonancia muy definida del tetraquark.[8][9]
- En 2013, se descubrió una nueva partícula, Zc(3900), que se cree que podría ser un tetraquark.[10][11]
- En 2014, se descubrió una nueva partícula que podría ser un tetraquark Z(4430)[cita requerida].
- El 30 de junio de 2020, el LHCb anunció la detección experimental de un tetraquark.[12]
- El 5 de julio de 2022, el primer par de tetraquarks fueron descubiertos en el LHC, del CERN, tras una larga pausa del acelerador.[13]